# Rusu de Sus
Rusu de Sus – wieś w Rumunii, w okręgu Bistrița-Năsăud, w gminie Nușeni. W 2011 roku liczyła 273 mieszkańców.